# Łubno (województwo świętokrzyskie)
Łubno – wieś w Polsce położona w województwie świętokrzyskim, w powiecie kieleckim, w gminie Piekoszów.
W latach 1975–1998 miejscowość administracyjnie należała do województwa kieleckiego.
Dojazd z Kielc zapewniają autobusy komunikacji miejskiej linii 28.

## Części wsi
| SIMC    | Nazwa       | Rodzaj     |
| ------- | ----------- | ---------- |
| 0261628 | Folwark     | przysiółek |
| 0992680 | Józefin     | przysiółek |
| 0261634 | Kamionki    | przysiółek |
| 0261640 | Stare Łubno | przysiółek |